# David Flusser
David Flusser (Viena, 15 de setembre de 1917 - Jerusalem, 15 de setembre de 2000) va ser un professor universitari israelià, especialista en judaisme del període del segon Temple i les seves relacions amb el cristianisme antic.
Professor a la Universitat Hebrea de Jerusalem, membre de l'Israel Academy of Sciences and Humanities, va rebre l'any 1980 el premi Israel per al conjunt dels seus treballs. Lawrence Schiffman el descriu com un pioner de "l'estudi modern del cristianisme a l'Estat d'Israel en un context universitari".

## Biografia

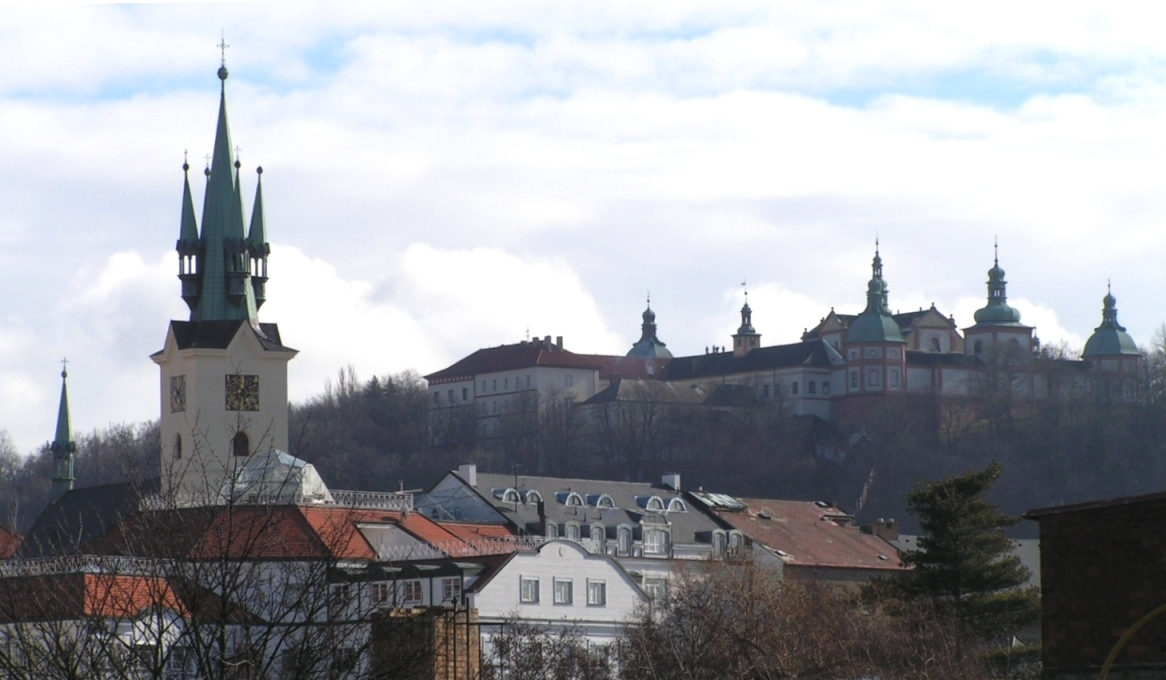
Pribram

David Flusser va néixer a Viena el 15 de juny de 1917. Va passar la seva joventut a Pribram, Txecoslovàquia, i va anar a la Universitat Carolina de Praga. Allà va conèixer un pastor que va despertar en ell l'interès per Jesús i el cristianisme. Va emigrar l'any 1939 a Palestina llavors sota mandat britànic, on va acabar el seu doctorat a la Universitat Hebrea de Jerusalem l'any 1957. Més endavant va ensenyar durant molts anys al departament d'estudis comparatius de les religions, formant moltes futurs investigadors.
Va morir a Jerusalem el 15 de setembre del 2000, el dia del seu 83è aniversari, deixant una dona, Chana, dos fills, Yochanan i Uri, i set nets.

## Investigacions
Flusser era un jueu ortodox i piadós que va utilitzar el seu profund coneixement de la Torà i del Talmud en l'estudi dels antics textos grecs, romans i àrabs, així com l'hebreu dels Manuscrits de la mar Morta. Ha passat per la crivella els antics textos jueus i cristians per trobar la prova de les arrels jueves del cristianisme. Tot distingint amb ull crític el Jesús històric del retrat visionari que donen els Evangelis i d'altres escrits cristians, Flusser considerava Jesús com un jueu autèntic però mal comprès pels seus deixebles no jueus. David Satran, professor de religió comparada a la Universitat hebrea de Jerusalem, va dir: "El professor Flusser va ser prou rellevant per la seva forta insistència sobre el fet que no només Jesús va ser un jueu del seu naixement a la seva mort, sinó que no va fer res que pogués ser interpretat com una revolta contra els principis fonamentals del judaisme en aquella època o com el seu qüestionament". Personalment, Flusser considerava Jesús com un tzadikim amb vistes espirituals profundes i una alta consciència del que s'ha de ser, cosa que els seus quasi-contemporanis expressaven de la mateixa manera, com Hillel al Talmud i el «Mestre de Justícia» a certs manuscrits de la mar Morta.
Flusser va realitzar les seves investigacions en una època on molts jueus adreçaven retrets al cristianisme en relació al nazisme. Durant el seu judici, Adolf Eichmann va rebutjar prestar jurament sobre el Nou Testament, insistint en el fet que no juraria més que "en nom de Déu". Flusser va fer aquest comentari en un editorial del Jerusalem Post: "No sé qui és el Déu en nom del qual Eichmann ha jurat, però estic segur que aquest no és ni el Déu d'Israel ni el Déu de l'Església cristiana. Hauria d'ara esdevenir clar als jueus que s'oposen el més al cristianisme que el cristianisme imposa en ell mateix dels límits i que el més gran crim contra el nostre poble no ha estat comès al nom de la fe cristiana".
Flusser va publicar més de 1.000 articles en hebreu, alemany, anglès i altres llengües. Les conclusions de les seves nombroses obres d'erudició poden trobar-se al seu llibre Jesús (1965), la segona edició augmentada de la qual (1998) va ser actualitzada per incorporar-hi les seves últimes investigacions.